# Oligonychus psidii
Oligonychus psidii är en spindeldjursart som beskrevs av Flechtmann 1967. Oligonychus psidii ingår i släktet Oligonychus och familjen Tetranychidae. Inga underarter finns listade i Catalogue of Life.